# Telen
Telen (indonez. Kecamatan Telen) – kecamatan w kabupatenie Kutai Timur w prowincji Borneo Wschodnie w Indonezji.
Kecamatan ten graniczy od północy z kecamatanem Muara Wahau, od wschodu z kecamatanami Bengalon i Rantau Pulung, od południa z kecmatanami Batu Ampar i Long Mesangat, a od zachodu z kecamatanem Busang.
W 2010 roku kecamatan ten zamieszkiwało 5 766 osób, z których 100% stanowiła ludność wiejska. Mężczyzn było 3 160, a kobiet 2 606. 3 682 osób wyznawało islam, a 1 856 chrześcijaństwo.
Znajdują się tutaj miejscowości: Juk Ayak, Long Noran, Long Segar, Marah Haloq, Marah Kenyah, Muara Pantun, Rantau Panjang.